# كوفنتري (فيرمونت)
كوفنتري (بالإنجليزية: Coventry, Vermont)‏ هي بلدة تقع في مقاطعة أورليانز (فيرمونت) بولاية فيرمونت في الولايات المتحدة. تأسست عام 1920، تبلغ مساحتها 71.7 (كم²)، وترتفع عن سطح البحر 276 م، بلغ عدد سكانها 1014 نسمة في عام 2000 حسب إحصاء مكتب تعداد الولايات المتحدة وتصل الكثافة السكانية فيها 14.3 نسمة/كم2.

## وصلات خارجية
- The US50 - Cities and Towns in Vermont State
- Vermont Cities and Towns, Facts, Map, Flag, Colleges, Government, and More